# 24 Sagittarii
24 Sagittarii är en orange jätte i stjärnbilden Skytten.
24 Sagittarii har visuell magnitud +5,46 och är svagt synlig för blotta ögat vid normal seeing. Den befinner sig på ett avstånd av ungefär 2065 ljusår.